# 콜린 새커리

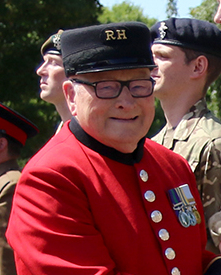
2022년 모습

콜린 새커리(Colin Thackery, 1930년 3월 9일 ~ )는 영국의 전직 군인이자 가수이다.

## 군인 경력
한국 전쟁에 포병으로 참전하였다.

## 가수 경력
브리튼스 갓 탤런트에서 89세의 나이로 최고령 우승을 차지하였다.

## 기타
2023년 7월 27일 정전 협정 70주년 및 유엔군 참전의 날 기념식에서 아리랑을 불렀다.